# Вильденхайн
Вильденхайн (нем. Wildenhain) — район саксонского города Гросенхайн в округе Майсен. Население по состоянию на январь 2025 года составляет 421 человек. Район имеет площадь примерно 0,30 км² 

## История
На территории района были найдены первые поддающиеся проверке остатки поселений раннего бронзового века. Также были обнаружены остатки германских поселений. Деревня Вильденхайн, вероятно, впервые упоминается в документе 1189 года. Также есть документальное упоминание в 1286 году, подтверждающее существование деревни и рыцарской резиденции. В 1530 и 1575-1577 годах в деревне свирепствовала чума. Во время Тридцатилетней войны в 1635 году был разрушен мост через реку Гроссе Рёдер (нем. Große Röder) а в 1637 году деревню сожгли шведы . К концу войны в деревне проживало всего 8 человек.
Во время Семилетней войны произошло кавалерийское сражение между Глаубицем и Вильденхайном 17 ноября 1757 года и разграбление войсками прусского генерала Фридриха Августа фон Финка на рубеже 1759/60 годов. 23 апреля 1945 года двое жителей предотвратили взрыв моста Рёдербрюкке (нем. Rederbrücke). В 1958 году мост затоплен, в результате деревня пострадала.
В 1970 году мост через Рёдер (нем. Röder) был восстановлен. 1 марта 1994 года муниципалитеты Бауда (нем. Bauda), Кольмниц (нем. Colmnitz), Вальда-Кляйнтимиг (нем. Walda-Kleinthiemig) и Вильденхайн (нем. Wildenhain) были объединены в новый муниципалитет Вильденхайн
На публичном собрании 17 декабря 2007 года большинство членов муниципального совета Вильденхайна проголосовало за ликвидацию административного сообщества с Забелтицем (нем. Zabeltitz), существовавшего с 1 января 2000 года, и включение его в состав Гросенхайна 1 октября 2009 года.